# Lomaptera bonnardi
Lomaptera bonnardi är en skalbaggsart som beskrevs av Delpont 2009. Lomaptera bonnardi ingår i släktet Lomaptera och familjen Cetoniidae. Inga underarter finns listade i Catalogue of Life.